# Daniella Perkins
Daniella Perkins (Anaheim, 13 giugno 2000) è un'attrice statunitense.

## Filmografia parziale

### Attrice

#### Cinema
- Del Playa (2016)
- Suncoast, regia di Laura Chinn (2024)

#### Televisione
- Girl Meets World - serie TV, episodio 3x14 (2016)
- Jeremy senza freni! (BLURT!) - film TV (2017)
- Knight Squad - serie TV, 30 episodi (2018-2019)
- I Thunderman - serie TV, episodio 4x23 (2019)
- True Detective - serie TV, episodio 3x07 (2019)
- Red Ruby - serie TV (2019)

### Doppiatrice
- Middle School Moguls - serie animata (2020)